# De Volkskrant
De Volkskrant («El diari del poble» en neerlandès) és un diari dorigen catòlic dels Països Baixos enfocat vers els joves d'esquerres. Amb una tirada de 250.000 (2013) queda el tercer diari del país, després de De Telegraaf i l'Algemeen Dagblad, tot i que en deu anys la tirada va baixar de 55.000 exemplars, una tendència que toca tota la premsa escrita. Té la redacció a Amsterdam.

## Història

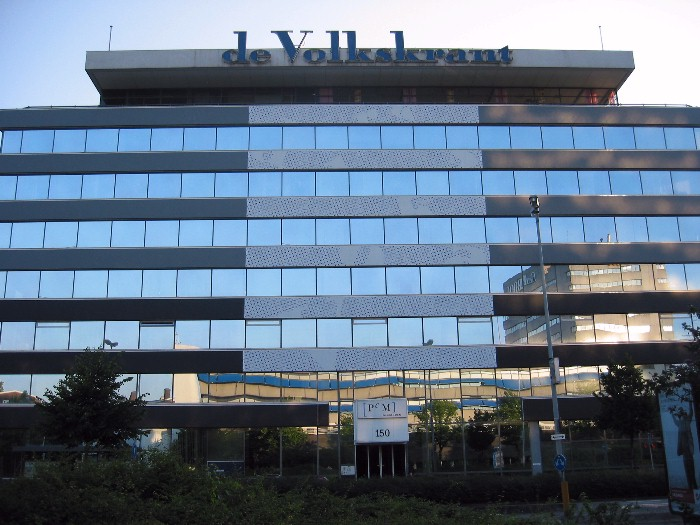
Seu de De Volkskrant a Amsterdam.

El Volkskrant aparegué el 2 d'octubre de 1919 com un setmanari i des de l'1 d'octubre de 1921 com un diari. A començaments de la Segona Guerra Mundial patí una forta davallada del nombre de lectors, arribant a desaparèixer momentàniament el 1941. Després de la guerra el Volkskrant revifà esdevenint de nou un diari nacional.
A mitjan dels anys 60 el diari perdé gairebé tot el seu caràcter catòlic tot centrant-se en el «lector més jove i progressista». El 1968 el Volkskrant encetà una col·laboració amb Het Parool i el 1975 el diari Trouw s'hi afegeix, un grup de premsa que va prendre el nom Perscombinatie NV. El desembre del 1994 el grup comprà la cadena de llibreries Meulenhoff & Co, i el 1995 l'empresa de la competència Dagblad Unie que uneix, entre d'altres, l'Algemeen Dagblad i l'NRC Handelsblad. D'aleshores ençà el Volkskrant forma part del grup PCM Uitgevers.
L'1 de juliol del 2010, Philippe Remarque va succeir Pieter Broertjes que n'havia sigut redactor en cap del 1995 al 2010. D'entre d'altres compta com a columnistes amb: Kader Abdolah, Jan Blokker, Edgar Cairo i Kees Fens.
L'1 de febrer de 2005 el diari anuncià la intenció de crear un canal televisiu en col·laboració amb la productora Palazzina.